# Guillermo Raúl Sáenz Saralegui
Guillermo Raúl Sáenz Saralegui (La Plata, Argentina, 10 de octubre de 1949) es un comerciante, político, ex concejal,  y expresidente del Honorable Concejo Deliberante de General Pueyrredon (Mar del Plata, Argentina)  

## Biografía
Es el tercer hijo de 11 hermanos que tuvieron Blanca Carmen Saralegui y Orlando Emilio Sáenz, desarrolló toda su infancia en la mencionada ciudad, capital de la provincia de Buenos Aires.
Estudió en colegios salesianos en su niñez y se recibió de técnico electricista en el Colegio Industrial de La Plata. En el año 1978 se radicó en la ciudad balnearia de Mar del Plata.
Ya asentado en la ciudad junto con su familia, comienza su actividad comercial en los rubros de electricidad e iluminación en la zona del puerto de esta ciudad balnearia. A fines de la década de 1980 y principio de los noventa tras las crisis e hiperinflación del gobierno de Raúl Alfonsín, cambió de rubro comercial, dedicándose al rubro ferretería y cerrajería.[cita requerida]

## Actividad política

Nota Saralegui Arroyo

Su actividad política comienza a mediados de la década de los noventa durante el mandato de Carlos Menem
Es por ello que decide en 1996 participar en un partido político nuevo entre los que se encuentran Gustavo Luis Breide Obeid, Francisco Miguel Bosch y Enrique Graci Susini, y es donde nace el Partido Popular de la Reconstrucción
A nivel provincial fue la cabeza del partido junto con el Carlos Fernando Arroyo en la cual participaron en varias elecciones en la cual el PPR (Partido Popular de la Reconstrucción) se ha presentado en elecciones locales y nacionales.

Un día tocó el timbre de su casa Guillermo Sáenz Saralegui. Quería sumarlo a un nuevo espacio político. De su mano puso un pie en el Partido Popular de la Reconstrucción, cuyo principal dirigente era Gustavo Breide Obeid.
Winston Arroyo - Revista Ajo

En 2007 al perder la personería jurídica el PPR, por no obtener un porcentaje mínimo de votos que establecía la Cámara Electoral Nacional, es que tanto Saralegui como Arroyo deciden participar dentro del  Partido Unidad Federalista (PAUFE) que por entonces tenía como referente al ex comisario Luis Patti. Obteniendo el 6,76 % de los votos llegando en quinto lugar de un total de 17 fuerzas que participaron en la elección para intendente y concejales de ese año. Sáenz Saralegui participó como candidato a primer concejal.
En 2009 participó como candidato a concejal en decimoprimer lugar del Frente es Posible que tenía como referente al Adolfo Rodríguez Saá, obteniendo una excelente elección, ya que su compañero de ruta Carlos Fernando Arroyo logra acceder a una banca en el Concejo Deliberante del Partido de Gral. Pueyrredon junto al Mario Luchessi. La fuerza obtuvo el tercer puesto con el 11,23 % de los votos.
En el año 2011, logró acceder a una banca del honorable Concejo Deliberante junto a su compañero de lista Hernán Alcolea. En esta oportunidad participando en el Frente Popular, que postulaba la fórmula presidencial Duhalde-Das Neves y que tenía como candidato a intendente Carlos Fernando Arroyo. El Frente Popular obtuvo 8,66 % de los votos y se ubicó en cuarto lugar en la elección. Ya dentro del Concejo, los tres ediles conforman el bloque denominado Agrupación Atlántica.
Tras varios años en política, Sáenz Saralegui y Arroyo logran conformar su propio partido político, la Agrupación Vecinal Atlántica (Agrupación Atlántica) que logra obtener personería jurídica en el año 2013 con Agrupación Atlántica no fue la excepción. Saralegui no tuvo que renovar en estas elecciones, pero fue una pieza clave para la obtención de la personería jurídica y reconocimiento del partido, con ello Carlos Fernando Arroyo renovó su banca y el contador Reinaldo José Cano ingresó al Concejo Deliberante. Agrupación Atlántica se ubicó tercero en la elección con el 15,43 % de los votos.
En el año 2015 participa como cuarto concejal dentro del frente Cambiemos, en el cual Agrupación Atlántica forma parte, logra renovar su banca en el Concejo Deliberante y además fue elegido intendente de la ciudad de Mar del Plata Carlos Fernando Arroyo. Además de Saralegui, son electos como concejales, Guillermo Fernando Arroyo, Mario Rodríguez, Patricia Leniz, Juan Jose Aicega y Patricia Serventich. Saralegui en la asunción de los nuevos concejales, es elegido Presidente del Concejo. En la misma elección fue elegido Presidente de la Nación el ingeniero Mauricio Macri y como gobernadora de la Provincia de Buenos Aires María Eugenia Vidal.
En el año 2016, fue ratificado como Presidente del Concejo Deliberante, en la apertura de sesiones ordinarias la número 101.º del deliberativo marplatense.
A principios  del año 2017, nuevamente Saenz Saralegui es elegido por mayoría como Presidente del Concejo Deliberante para el 102.º período de sesiones ordinarias.

Ese mismo año,  Saralegui da el puntapié inicial para la creación de un nuevo partido político, a nivel provincial, por fuera de Cambiemos, se lo llama Provincias Unidas con la intención de participar en las elecciones legislativas del mencionado año, este partido era una ampliación de Agrupación Atlántica de estrato  vecinal. Ya  tanto en el año  2016 como en el año  2017 Saenz Saralegui empieza a tener diferencias con el intendente Carlos Fernando Arroyo, quien no lo ha tenido en cuenta en decisiones que ha tomado el alcalde, tanto en nombres de funcionarios que lo rodean como así también de decisiones trascendentales para la ciudad, siendo que ambos comenzaron juntos en la carrera política allá por el año 1996.
Sáenz Saralegui dijo que está "un poquito distanciado" del jefe comunal junto al cual fundó la Agrupación Atlántica y señaló que "no me gusta su forma de actuar desde que se transformó en intendente". "Yo soy íntimo amigo de la persona de Arroyo pero no íntimo amigo del intendente", dijo en declaraciones a LU9.